# Rivière Brûlée (vattendrag i Kanada, lat 48,87, long -71,48)
Rivière Brûlée är ett vattendrag i Kanada.   Det ligger i provinsen Québec, i den östra delen av landet, 500 km nordost om huvudstaden Ottawa.
I omgivningarna runt Rivière Brûlée växer i huvudsak blandskog. Trakten runt Rivière Brûlée är nära nog obefolkad, med mindre än två invånare per kvadratkilometer.